# مراقبت‌های ویژه پزشکی

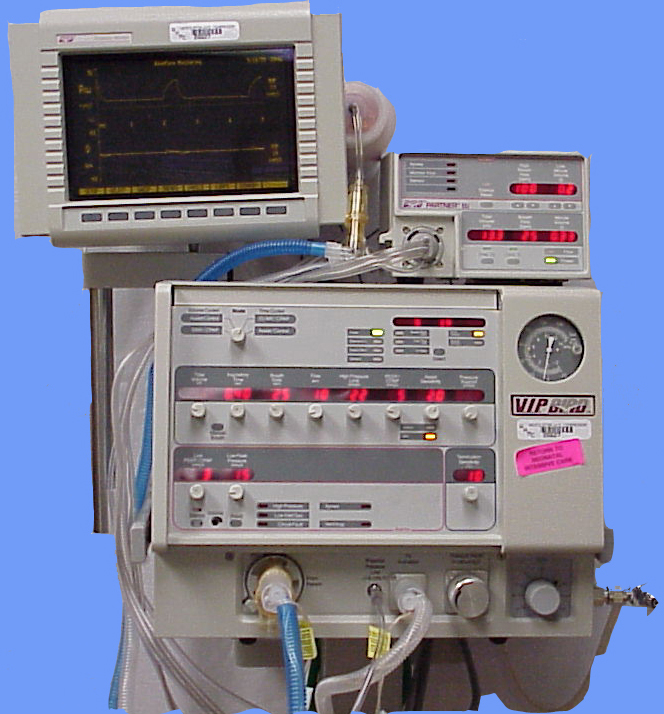
درصورتیکه تنفس اختیاری شخص نتواند اکسیژن‌رسانی کافی را انجام دهید، تنفس مصنوعی مورد استفاده است.

مراقبتهای ویژه پزشکی، یکی از تخصص‌های پزشکی است که با تشخیص و درمان وضعیت‌های تهدیدکننده زندگی که نیازمند حمایت‌های پیشرفته حیاتی و مانیتورینگ تهاجمی است سروکار دارد.
متخصصان این رشته در بخش مراقبت‌های ویژه فعالیت می‌کنند. در این بخش، بیماران به‌طور لحظه‌ای و شبانه‌روز تحت پایش قرار داشته و درمان‌ها به صورت تهاجمی و نیمه تهاجمی انجام می‌شود. منظور از نیمه‌تهاجمی سامانه‌های پایش مستقیم مانند اندازه‌گیری مستقیم فشار خون درون سرخ‌رگ یا درون جمجمه و ایجاد و تحریک تنفس درون نای توسط دستگاه تنفس مصنوعی است. بیشتر تجویز دارویی، داروهای مراقبت ویژه بوده که به بیماران داده می‌شود.